# HD108131
HD108131 — хімічно пекулярна зоря спектрального класу
A1 й має видиму зоряну величину в смузі V приблизно 10,4.